# Simulium samarkandica
Simulium samarkandica är en tvåvingeart som beskrevs av Yankovsky 2000. Simulium samarkandica ingår i släktet Simulium och familjen knott.
Artens utbredningsområde är Uzbekistan. Inga underarter finns listade i Catalogue of Life.